# Il mio D.J.
Il mio D.J. è un singolo del gruppo musicale italiano Subsonica, pubblicato l'8 novembre 2019 come secondo estratto dall'album di remix Microchip temporale.

## Descrizione
Il singolo è una nuova versione della traccia Il mio D.J. contenuta nell'album Microchip emozionale del 1999, e ha visto la partecipazione vocale di Achille Lauro.